# Vườn rau Lộc Hưng
Vườn rau Lộc Hưng là một khu đất nằm trên địa bàn phường 6, Tân Bình, thành phố Hồ Chí Minh, có diện tích khoảng 4,8 ha, được bao bọc bởi hai con đường Hưng Hóa và Chấn Hưng. Khu đất này trước đây thuộc Hội Thừa sai Paris, sau đó thuộc về Tòa Tổng Giám mục Sài Gòn và có một phần nhỏ được người Pháp và Tổng Nha Bưu điện Việt Nam Cộng Hòa sử dụng làm bãi ăng-ten. Đến năm 1954, một số người miền Bắc di cư vào miền Nam chọn nơi này để lập nghiệp, trồng rau để kiếm kế sinh nhai.
Từ năm 2018, chính quyền Việt Nam đã bắt đầu cho cưỡng chế giải tỏa nơi đây để xây dựng ba trường học. Sự việc này đã làm một số người dân ở nơi đây phản ứng và thậm chí có một cuộc xô xát đã xảy ra. Năm 2019, trừ đài Đức Mẹ, hầu hết các căn nhà ở đây đều bị san bằng. Ngày 12 tháng 12 năm 2023, sau giải tỏa, ba trường học đã được khởi công xây dựng tại nơi đây. Nhiều người dân hiện nay vẫn đang khiếu nại liên tục.

## Lịch sử
Đây là một vùng đất nằm trên địa bàn phường 6, Tân Bình, Thành phố Hồ Chí Minh, có hai con đường Hưng Hóa, Chấn Hưng bao quanh.
Khu đất này vốn dĩ đây là đất của Tòa Tổng Giám mục Sài Gòn. Năm 1954, một số người dân miền Bắc có nguồn gốc từ Sơn Tây di cư vào miền Nam đã được Giáo hội Công giáo cho thuê đất canh tác và chọn nơi này để lập nghiệp, trồng rau để kiếm kế sinh nhai. Một số báo chí tại Việt Nam viết rằng, đây vốn dĩ là đất của người Pháp dùng đặt làm bãi ăng-ten. Tuy nhiên, theo một người dân tại nơi đây, chỉ có 1,2 ha được thuê sử dụng làm bãi ăng-ten, còn lại đều thuộc về người dân trong khu vực.

## Vấn đề pháp lý
Năm 1999 và 2000, một số người dân tại nơi đây đã lên chính quyền kê khai, đo đạc để được cấp giấy chứng nhận quyền sử dụng đất. Tuy nhiên, chính quyền quận Tân Bình lại cho rằng vùng đất này bị người dân chiếm dụng làm hoa màu, không thể cấp giấy.
Ngày 13 tháng 7 năm 2014, khu vực này bị ngăn chặn không cho dựng hàng rào thêm và đã xảy ra xô xát.
Ngày 20 tháng 12 năm 2018, cận kề Giáng Sinh, một số công an đã đến khu vực này yêu cầu cưỡng chế di dời và gửi giấy triệu tập với cáo buộc tội "Chống người thi hành công vụ". Một luật sư cho biết, vì giá đền bù thiệt hại quá thấp (7 triệu trên mét vuông) nên không chịu rời đi.
Vào ngày 4 tháng 1 và 8 tháng 1 năm 2019, chính quyền Việt Nam đã đem xe ủi đến nhằm cưỡng chế, giải tỏa hơn 100 căn nhà và phá hủy tài sản của người dân.  Các trường học tại khu vực này cũng đã được cho nghỉ nhằm để dễ dàng tiến hành việc giải tỏa. Một số linh mục đã bị chặn đường, không cho đến hiện trường vụ việc. Trong thời gian bị diễn ra cưỡng chế, đã có một người dân lấy thân mình chặn xe ủi nhằm ngăn việc phá nhà. Việc này đã dẫn đến rất nhiều tranh luận. Ngày 21 tháng 1 năm 2019, số tiền được chi trả cho 18 hộ dân hơn 17 tỷ đồng. Đến ngày 23 tháng 1 năm 2019, một số người dân đã gửi đơn tố giác tội phạm đến Công an Thành phố Hồ Chí Minh về việc hủy hoại tài sản. Ngày 12 tháng 3 cùng năm, cư dân tại khu vực này có đến Sở Thông tin và Truyền thông để xin họp báo, nhưng sau đó bị từ chối. Sau đó, cuối tháng 3, Phòng Giáo dục và Đào tạo quận Tân Bình đã gửi một công văn yêu cầu các trường phải thường xuyên tuyên truyền việc thực hiện dự án xây dựng cụm trường học đạt chuẩn quốc gia tại khu đất Vườn rau Lộc Hưng. Ngày 8 tháng 12 năm 2019, công an quận Tân Bình đã đem một số bức tượng trong Đài Đức Mẹ dời đi. Ngày 12 tháng 12 cùng năm, một bài viết trên báo Tiền phong đã cho biết, công an quận Tân Bình đã phải cử lực lượng khoảng 80–100 người canh gác khu vực này nhằm đảm bảo an ninh trật tự và "ngăn tái chiếm" khu vực này.
Năm 2022, đã có một cuộc đối thoại giữa Ủy ban nhân dân quận Tân Bình và người dân trong khu vực.
Tháng 12 năm 2023, ba trường học đã được khởi công xây dựng tại khu vực này. Một số người dân đã được chính quyền lên phương án hỗ trợ. Tuy nhiên, một số người dân đã lên tiếng phản đối, không chấp nhận mức bồi thường. Bên cạnh đó, một số người dân trong khu vực đưa ra ý kiến ủng hộ và đưa ra ý kiến xây dựng ba trường học này sớm. Hiện nay, thành phố vẫn đang kê khai, bổ sung những hộ dân bị ảnh hưởng.

## Phản ứng
Sau vụ việc chính quyền tháo dỡ hơn 100 căn nhà, một số báo chí cho rằng việc này là đúng pháp luật. Một số báo chí tại hải ngoại như BBC, VOA, Đài Á Châu Tự Do, một số tài khoản Facebook và blogger Điếu Cày bị cho là xuyên tạc, kích động về vụ việc này. Phía Ủy ban nhân dân quận Tân Bình cho rằng không có chuyện cưỡng chế, thu hồi đất. Theo một bài báo trong báo Sài Gòn Giải Phóng, có một số người bị cho là "lấy danh nghĩa các cộng đoàn Công giáo" bảo vệ "dân oan Vườn rau Lộc Hưng".
Tuy nhiên, một số người dân trong khu vực cho rằng, Nhà nước đã làm không đúng theo luật. Theo luật sư Minh Thọ, những người dân ở khu vực này đủ quyền để cấp Giấy chứng nhận quyền sử dụng đất.

### Quốc tế
Ngày 24 tháng 1 năm 2019, năm dân biểu liên bang Hoa Kỳ đã gặp ông Daniel Kritenbrink, đại sứ Mỹ tại Việt Nam để lên tiếng về việc cưỡng chế đất đai tại khu vực này.